# Клут
Клут (енгл. Klute), или Детектив Клут, амерички је филм Алана Џеј Пакуле из 1971. године.
Пријатељ Џона Клута је нестао и он има само један траг - проститутку. Док покушава да је натера да помогне, он не зна да је и њен живот у опасности. Да ли ће успети да заштити свој једини траг?

## Радња филма
Џон Клут (Доналд Сатерленд) истражује нестанак познаника. Једини траг је писмо преминулог упућено девојци на позив из Њујорка Бри Данијелс (Џејн Фонда). Клут се усељава поред Брииног стана и поставља 24-часовни надзор њене куће. Увече неко зове девојку и дише у телефон. С времена на време на крову се чују кораци. Брини бивши пријатељи умиру један за другим под сумњивим околностима. Невидљиви прогонитељ стеже омчу око девојке. Под притиском околности, Бри је принуђена да одустане од своје самодовољности и учини корак ка Клуту. Заједно успевају да распрше атмосферу сумње и страха.